# Bihari Ottó
| Bihari Ottó                               | Bihari Ottó                                                                                |
| Kattints az alábbi külső linkek egyikére! | Kattints az alábbi külső linkek egyikére!                                                  |
| ----------------------------------------- | ------------------------------------------------------------------------------------------ |
| Nem található szabad kép.(?)              |                                                                                            |
| külső link · jogvédett                    | Bihari Ottó. INSTITUTE FOR REGIONAL STUDIES. HAS CENTRE FOR ECONOMIC AND REGIONAL STUDIES. |

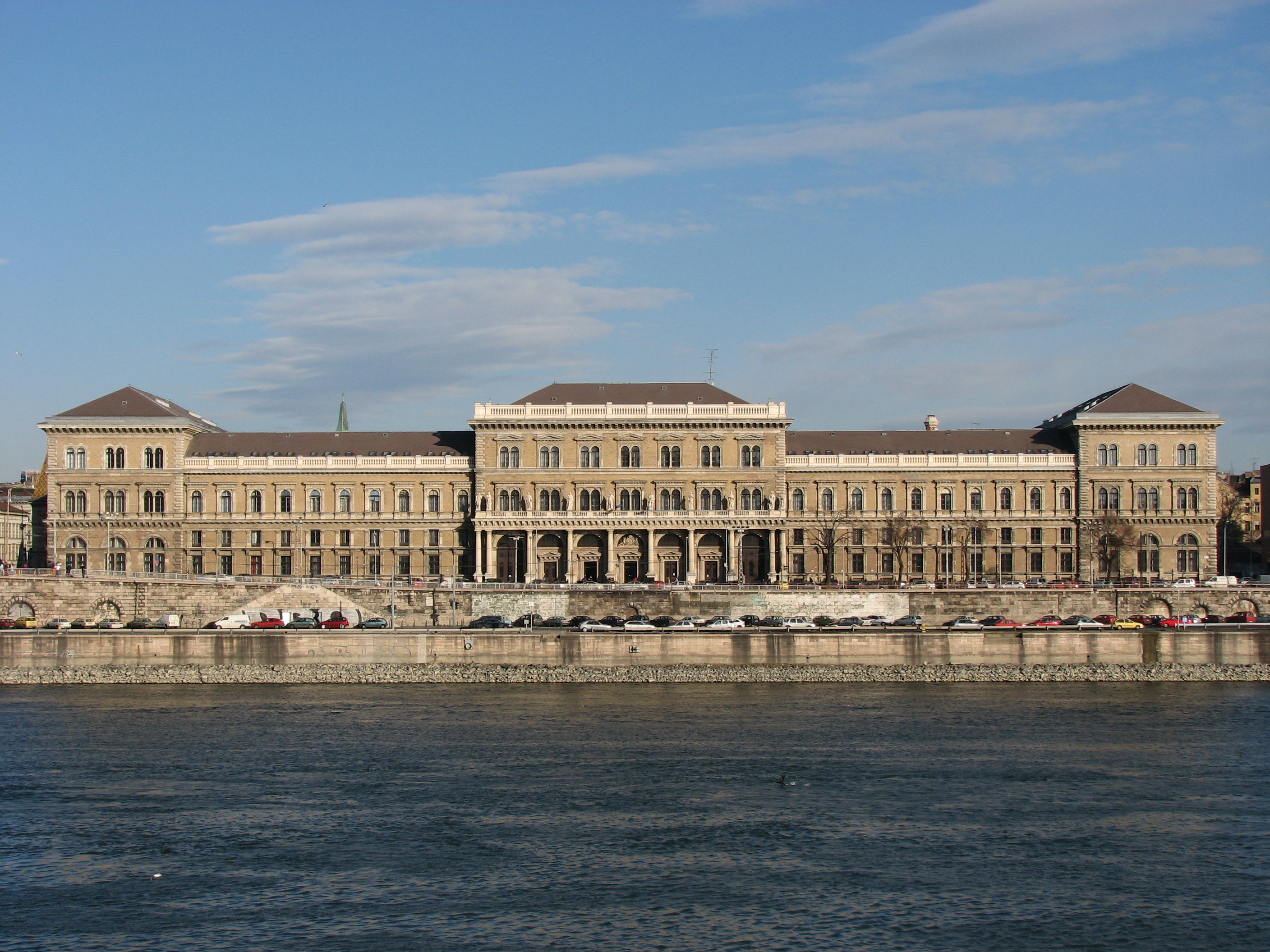
1950-1956 között a Marx Károly Közgazdaságtudományi Egyetemen tanított

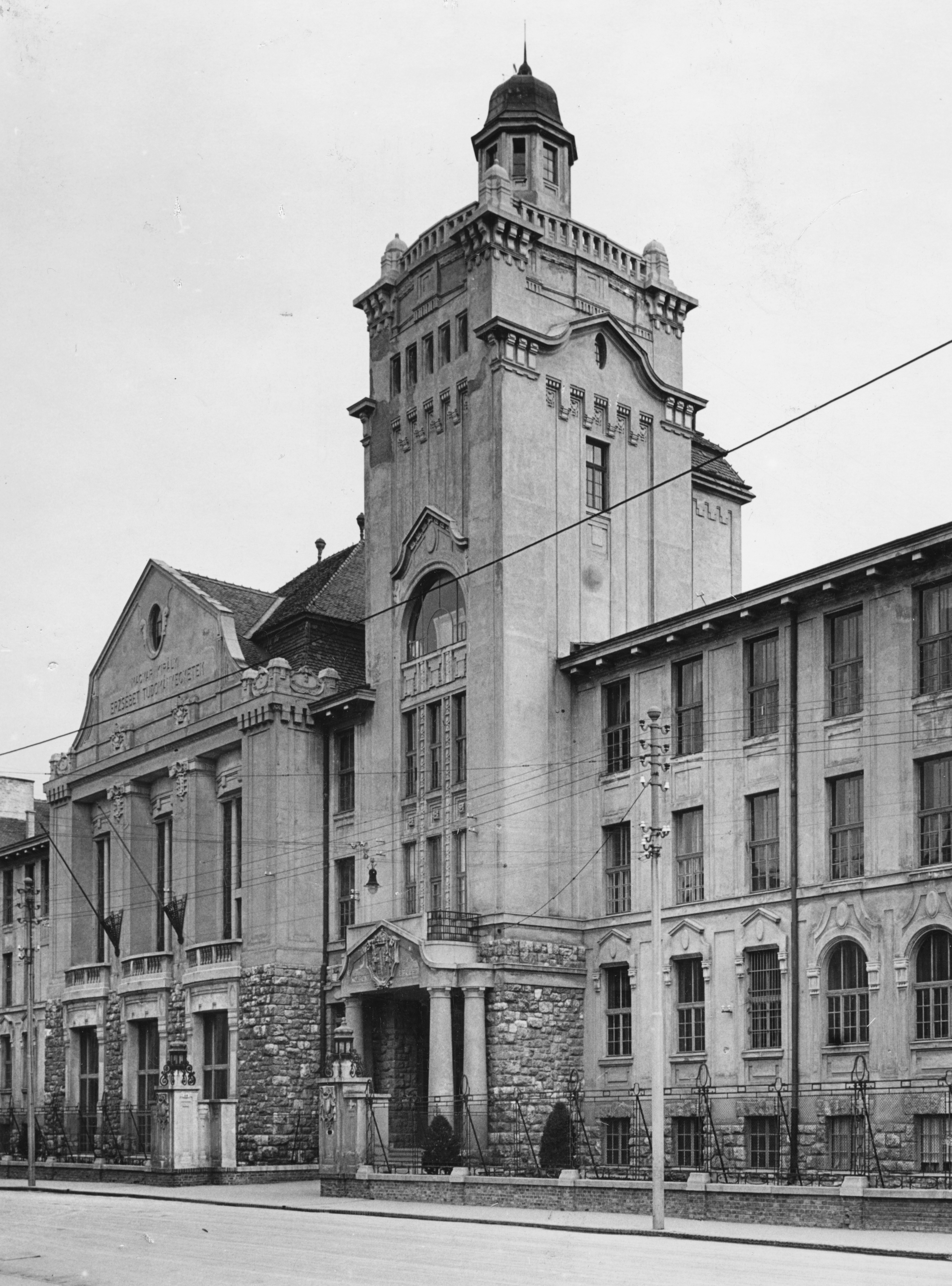
1956-1983 között a Pécsi Tudományegyetemen tanított.

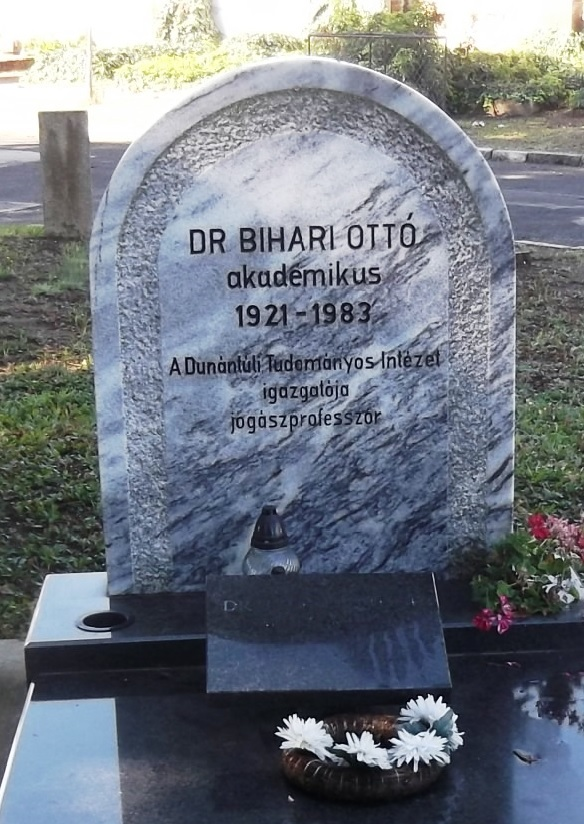
Sírja a Pécsi Köztemetőben. Parcella: N, Sírhely: 5

Bihari Ottó (Temesvár, 1921. január 13. – Pécs, 1983. január 4.) jogtudós, egyetemi tanár, a Magyar Tudományos Akadémia levelező (1973), majd rendes tagja (1979).

## Életpályája
Apja ügyvéd volt (†1929), anyja segédmunkás. Gyermekkorában apai nagybátyja nevelte, aki a Debreceni Helyivasút főmérnöke volt. 
A gimnáziumot a debreceni piaristáknál végezte, majd a debreceni Tisza István Tudományegyetemen szerzett jogi diplomát 1943-ban. 1941-ben belépett az MKP-ba. 1944–45 fordulóján a Mikó Zoltán által vezetett csoport tagjaként részt vett a német megszállás elleni harcokban. Hadifogságba esett, ahonnan 1945-ben tért haza, ezután a közigazgatásban dolgozott Tolna megyében. 1949. augusztus és 1951 között a Közigazgatási Iskola igazgatója volt. 1950 és 1956 között a Budapesti Közgazdaságtudományi Egyetemen, majd 1956-tól haláláig a Pécsi Tudományegyetemen tanított. 1973 és 1983 között a Dunántúli Tudományos Intézet igazgatója volt.
Két gyermeke született.

## Kutatási területe
- Elsősorban az alkotmányjog művelője volt. A szocialista államszervezet és az államigazgatás elméleti kérdéseivel foglalkozott.

## Akadémiai pályafutása
- Az MTA levelező tagja (1973)
- a Magyar Tudományos Akadémia rendes tagja (1979)

## Művei
- Népköztársaságunk alkotmánya (Budapest, 1953)
- Választások Magyarországon régen és most (Budapest, 1953; német, román és szerb nyelven is)
- A pusztaszabolcsi tanács munkája (Beér Jánossal, 1954)
- Mi a jelentősége új tanácstörvényünknek? (Budapest, 1954)
- A tanácsok bizottságai (1958)
- Az államhatalmi és államigazgatási szervek hatáskörének problémái (Budapest, 1959)
- A tanácstörvény (Szamel Lajossal, 1961)
- Az államhatalmi-képviseleti szervek elmélete (1963)[3]
- Összehasonlító államjog (egyetemi tankönyv, 1967)[3]
- A szocialista államszervezet alkotmányos modelljei (1969)[3]
- Socialist Representative Institutions (Budapest, 1970)
- Államjog. Egyetemi tankönyv. (Budapest, 1974; 2. kiadás: 1977)
- Korszerű tendenciák az államhatalom gyakorlásában (1983)[3]
- Államjog. Alkotmányjog. Egyetemi tankönyv. (Budapest, 1984; 2. kiadás: 1987)

## Díjai, elismerései
- Magyar Köztársasági Érdemérem (arany, 1947)
- Magyar Népköztársasági Érdemérem (arany, 1950)
- Szocialista Munkáért érdemérem (1955)
- Munka Érdemrend (1960; arany, 1964 és 1970)
- Szocialista Hazáért érdemrend (1967)
- Felszabadulási Jubileumi Emlékérem (1970)
- A Magyar Népköztársaság Állami Díja II. fokozat (1975) – Oktató-nevelő munkájáért, tudományos és tudományszervezési tevékenységéért, közéleti munkásságáért.[3]
- Állami Díj (oktató-nevelő munkájáért, tudományos és tudományszervezési tevékenységéért, közéleti munkásságáért, 1975)
- Szocialista Magyarországért érdemrend (1981)

## Emlékezete
- Emlékére kutatói ösztöndíjat hoztak létre a pécsi egyetem Állam- és Jogtudományi Karán.
- Nevét viseli a Bihari Ottó Szakkollégium.
- Emlékkönyv Bihari Ottó egyetemi tanár születésének 80. évfordulójára; szerk. Petrétei József; PTE ÁJK–MTA RKK Dunántúli Tudományos Intézet, Pécs, 2001 (Studia iuridica auctoritate Universitatis Pécs publicata), ISBN 963-641-839-X